# 455 a. C.
El año 455 a. C. fue un año del calendario romano prejuliano. En el Imperio romano se conocía como el Año del consulado de Vaticano y Cicurino (o menos frecuentemente, año 299 Ab urbe condita).

## Acontecimientos
- Finaliza la rebelión ilota contra Esparta.
- Los mesenios son instalados por los atenienses en Naupacto.

- Datos: Q235202